# Jennifer Warnes
Jennifer Jean Warnes (nascuda el 3 de març del 1947 a Seattle) és una cantautora dels Estats Units. És coneguda per haver interpretat duos amb Joe Cocker i Bill Medley com la banda sonora original de la pel·lícula Dirty Dancing.
En 1970 es va reunir amb el cantautor canadenc Leonard Cohen i van esdevenir amics, d'aquesta amistat Jennifer Warnes va fer els cors de diversos àlbums de Cohen. També va enregistrar diversos duets amb ell.

## Discografia

### Àlbums
- I Can Remember Everything — 1968
- See Me, Feel Me, Touch Me, Heal Me — 1969
- Jennifer — 1972
- Jennifer Warnes — 1977 US #43
- Shot Through the Heart — 1979 US #94
- The Best of Jennifer Warnes — 1982 US #47
- Famous Blue Raincoat — 1987 US #72 / UK #33
- Just Jennifer — (Anglaterra) 1992
- The Hunter — 1992
- Best: First We Take Manhattan — (Alemanya) 2000
- The Well — 2001
- Another Time, Another Place — 2018

### Singles
- 1977: "Right Time Of The Night" US #6 Pop, #1 AC, #17 Country
- 1977: "I'm Dreaming" US #50 Pop, #9 AC
- 1979: "I Know A Heartache When I See One" US #19 Pop, #14 AC, #10 Country
- 1979: "Don't Make Me Over" US #67 Pop, #36 AC
- 1980: "When The Feeling Comes Around" US #45 Pop, #15 AC
- 1981: "Could It Be Love" US #47 Pop, #13 AC
- 1982: "Come To Me" US #107 Pop, #40 AC
- 1982: "Up Where We Belong" (duo amb Joe Cocker) US #1 Pop, #3 AC (Platí) / UK #7
- 1983: "Nights Are Forever" US #105 Pop, #8 AC
- 1983: "All The Right Moves" (duo amb Chris Thompson) US #85 Pop, #19 AC
- 1987: "First We Take Manhattan" US #29 AC / UK #74
- 1987: "(I've Had) The Time of My Life" (duo amb Bill Medley) US #1 Pop, #1 AC (Or) / UK #6 (música de la pel·lícula Dirty Dancing)
- 1992: "Rock You Gently" US #13 AC
- 1992: "True Emotion" US #43 AC
- 1993: "The Whole Of The Moon" US #49 AC